# Fidel von Thurn
Fidel von Thurn (auch: Fidel von Thurn und Valsassina, * 26. Juli 1629 in Wil (SG); † 10. März 1719 in Lindau) war ein Beamter und Staatsmann in St. Gallen, Schweiz.

## Leben

### Herkunft und Name
Es wird davon ausgegangen, dass Fidel von Thurn ursprünglich aus der italienischen Familie Turiano entstammt, die sich zu Anfang des 17. Jahrhunderts (vermutlich vor 1612) in Wil niedergelassen hatte. Über 500 Jahre war Wil Residenzstadt der St. Galler Fürstäbte (im Hof zu Wil), weshalb die Stadt auch Äbtestadt genannt wird und ein wichtiges Wirtschaftszentrum war. Der Familienname soll in weiterer Folge von Turiano in Thurn eingedeutscht worden sein. Eine manchmal behauptete Abstammung von den Mailänder Adeligen de la Torre ist bisher nicht belegbar.

### Familie
Der Vater von Fidel von Thurn, Ludwig Turiano († 1654), war Apotheker und mehr noch Kaufmann. Ludwig von Thurn war mit Sibylla Tschudi verheiratet und Fidel von Thurn ein eheliches Kind. Ludwig Turiano kaufte unter anderem die toggenburgische Herrschaft Eppenberg und erlangte von Abt Bernard Müller für sich und seine Nachkommen das Adelsprädikat, was ihn zum Stammvater des St. Galler Adelsgeschlechts Thurn machte.
Fidel von Thurn war zweimal verheiratet. In erster Ehe ab 1646 mit Margaretha Wirz von Rudenz, Tochter des Johannes, eines eidgenössischen Landschreibers im Thurgau. In zweiter Ehe ab 1701 mit Maria Klara Eleonara von Heidenheim, Tochter des Johann Ludwig von Heidenheim.

### Schulbildung
Fidel von Thurn besuchte die Klosterschule in Rorschach und verschiedene Universitäten.

### Beruf
Fidel von Thurn war zuerst in Wil als Kanzleibeamter tätig. Ab 1647 war er Rat des Fürstabts von St. Gallen und von 1650 bis 1657 Hofammann von Wil, 1657 und 1695–1719 Obervogt von Rorschach. 1658 trat er als Landshofmeister an die Spitze der fürstlichen Landesverwaltung in St. Gallen und war in dieser Funktion dann mehr als 50 Jahre lang unter einer Reihe von Äbten tätig. Ab 1676 war er Erbmarschall. Zwischen 1659 und 1707 war er einer der wichtigsten Vertreter der Abtei auf den eidgenössischen Tagsatzungen und den Sonderkonferenzen der katholischen Kantone.
Er galt den Zeitgenossen als gewandt in Wort und Schrift, scharfsinnig und rechtskundig, aber auch ränkesüchtig und herrisch und ehrgeizig und sehr dem eigenen materiellen Vorteil zugewendet. Er war ursprünglich politisch Frankreich zugewandt, als er sich vom deutschen Kaiser mehr Vorteile für sich und die St. Gallische Herrschaft versprach, schwenkte er politisch um. Leopold I. erhob ihn 1683 in den Freiherrenstand und Karl VI. ernannte ihn 1714 zum oberösterreichischen geheimen Rath. 1694 trat er vom Amt eines Landshofmeisters zurück, blieb aber Erbmarschall des Stifts St. Gallen und damit Mitglied der Regierung. Er gilt als einer der einflussreichsten weltlichen Beamten der Fürstabtei St. Gallen in der 2. Hälfte des 17. Jahrhunderts.
Fidel von Thurn starb mit 90 Jahren in Lindau und wurde in der Pfarrkirche zu Rorschach, wo er sich eine bis heute erhaltene Grabstätte hatte errichten lassen, in einer Krypta beigesetzt. Das  Epitaph der Familie von Thurn befindet sich noch heute in der Kolumbanskirche an der Wand links des vorderen Eingangs auf der Südseite.

## Anwesen Wartegg
Fidel von Thurn erwarb 1676 von der Abtei in St. Gallen die Liegenschaft (heute u. a. Warteggpark) und das Schloss Wartegg mit der dazugehörigen Gerichtsherrschaft Berg im Thurgau. Er ließ hier 1706 auch eine Schlosskapelle bauen (Kapelle Wilen Wartegg). Zu seiner Zeit wurde Schloss Wartegg auch ein Zentrum der Söldnervermittlung. Eine der Erwerbsmöglichkeiten, denen Fidel von Thurn nachging.